# Dalton (Richmondshire)
Koordinaten: 54° 28′ N, 1° 50′ W

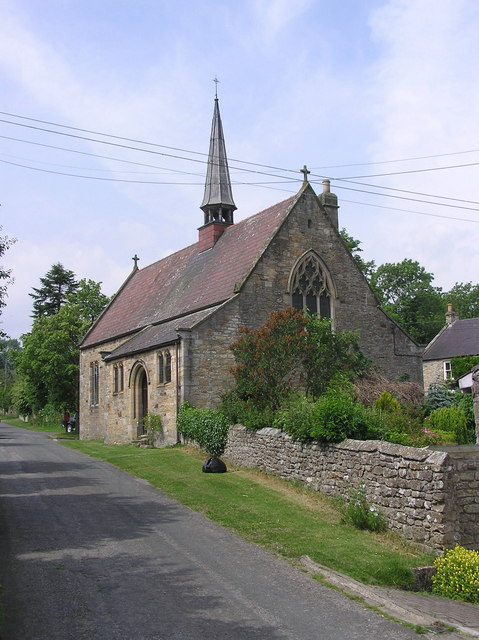
Church of St James

Dalton ist eine Gemeinde in der Unitary Authority North Yorkshire im nördlichen England. Es ist ca. 6 km nordwestlich von Richmond und in unmittelbarer Nähe zur Autobahn 66 gelegen. 2001 lag die Einwohnerzahl bei 147.